# Svalin
En la mitología nórdica, Svalin es un escudo que se encuentra ante Sól, y es mencionado en la Grímnismál.
| Svalinn heitir, hann stendr sólu fyrir, skjöldr, skínanda goði; björg ok brim, ek veit, at brenna skulu, ef hann fellr í frá. Grímnismál 38, edición de Guðni Jónsson | Svalin se llama el escudo, que se halla ante Sól, la refulgente deidad: rocas y océano deben, ser quemados, si cayera de su lugar. Grímnismál 38, traducción de Thorpe |  |

- Datos: Q1698704